# Пак Сан Ён (писатель)
Пак Сан Ён (кор. 박상영?, 朴相映?; род. 1988 год, Тэгу, Республика Корея) — южнокорейский писатель, телесценарист и эссеист. Его роман «Любовь в большом городе» был включен в лонг-лист Международной Букеровской премии 2022 года и переведен на множество языков.

## Жизнь и карьера
Пак Сан Ён родился в 1988 году в Тэгу, Республика Корея. Он изучал журналистику и французский язык в Университете Сонгюнгван, а затем продолжил обучение в магистратуре по творческому письму в Университете Тонгук.
Литературный дебют Пака состоялся с публикацией сборника рассказов «Слезы неизвестного художника, или паста Зайтюн» (2018). Прорыв произошел с романом «Любовь в большом городе» (2019), который был переведен на английский Антоном Хуром и опубликован в 2021 году издательствами Grove Atlantic в США и Tilted Axis Press в Великобритании. Роман вошел в лонг-лист Международной Букеровской премии 2022 года и Дублинской литературной премии. Французское издание, «S'aimer dans la grande ville», также было номинировано на премию Медичи. Пак признан выдающимся молодым корейским писателем на международной арене.
Помимо литературной деятельности, Пак работал сценаристом на телевидении. Его роман «Любовь в большом городе» был адаптирован для телевизионного сериала, премьера которого состоялась в 2024 году.

## Работы на корейском языке

### Романы
- 대도시의 사랑법 (Любовь в большом городе[англ.]) (2019)
- 1차원이 되고 싶어 (Лежат, как Лилии) (2021)
- 믿음에 대하여 (О вере) (2022)

### Сборники коротких рассказов
- 알려지지 않은 예술가의 눈물과 자이툰 파스타 (Слезы неизвестного художника, или паста Зайтюн) (2018)

### Эссе и мемуары
- 오늘밤은 굶고 자야지 (Сегодня вечером я постлюсь) (2020)
- 순도 100퍼센트의 휴식 (Расслабление на 100%) (2023)

### Телесериалы
- 대도시의 사랑법 (Любовь в большом городе[англ.]) (2024)